# Pselnophorus vilis
Pselnophorus vilis là một loài bướm đêm thuộc họ Pterophoridae. Nó được tìm thấy Nhật Bản (Hokkaido, Honshu, Kyushu, Tanega-shima, Yaku-shima), Amur, Hàn Quốc và Trung Quốc.
Sải cánh dài 14–17 mm và chiều dài cánh trước là 9–11 mm.
Ấu trùng ăn Ligularia fisheri, Ligularia tussilaginea và Petasites japonicus.